# Matt Patricia
Matt Patricia (Sherrill, 13 settembre 1974) è un ex giocatore di football americano, allenatore di football americano e ingegnere aeronautico statunitense. Dal 2021 è il assistente allenatore dei New England Patriots della National Football League

## Carriera universitaria
Patricia frequentò il Rensselaer Polytechnic Institute dal 1992 al 1996 dove giocò a football americano come offensive guard e si laureò in Ingegneria aeronautica.

## Carriera da allenatore
Nel 2004 Patricia entrò nello staff dei New England Patriots dove dal 2012 ricoprì il ruolo di coordinatore della difesa, conquistando il Super Bowl XLIX contro i Seattle Seahawks nel 2014 ed il Super Bowl LI contro gli Atlanta Falcons nel 2016. In precedenza coi Patriots aveva vinto anche il Super Bowl XXXIX.
Il 5 febbraio 2018 Patricia lasciò i Patriots all'indomani della sconfitta contro i Philadelphia Eagles nel Super Bowl LII per diventare capo-allenatore dei Detroit Lions.

## Record come capo-allenatore
| Squadra | Anno   | Stagione regolare | Stagione regolare | Stagione regolare | Stagione regolare | Playoff | Playoff | Playoff   |
| Squadra | Anno   | Vinte             | Perse             | Pareggiate        | Posizione         | Vinte   | Perse   | Risultato |
| ------- | ------ | ----------------- | ----------------- | ----------------- | ----------------- | ------- | ------- | --------- |
| DET     | 2018   | 6                 | 10                | 0                 | 4° NFC North      | -       | -       | -         |
| DET     | 2019   | 3                 | 12                | 1                 | 4° NFC North      | -       | -       | -         |
| DET     | 2020   | 4                 | 7                 | 0                 | Esonerato         | -       | -       | -         |
| Totale  | Totale | 13                | 29                | 1                 | -                 | -       | -       | -         |